# O Tempo (DVD)
O Tempo é o segundo álbum de vídeo da banda brasileira de rock Oficina G3. O Tempo foi o primeiro DVD da banda pela gravadora MK Music e o primeiro projeto na história da gravadora a ser lançado neste formato.
Foi gravado na casa de show Olimpo, na Zona norte do Rio de Janeiro, e contou com as canções do CD O Tempo (2000), além de faixas instrumentais, e "Glória", do álbum Indiferença (1996).

## Contexto
Em 2000, a banda lançou o álbum O Tempo, projeto de estreia pela MK Music. O projeto foi um sucesso comercial imediato, o que surpreendeu a própria gravadora. Em cerca de um ano, o projeto vendeu mais de 150 mil cópias, o que rendeu ao grupo seu primeiro disco de ouro certificado. Menos de um mês após o lançamento do álbum, a banda produziria seu primeiro DVD (e o primeiro da gravadora neste formato).

## Lançamento e recepção
| Críticas profissionais | Críticas profissionais |
| Avaliações da crítica  | Avaliações da crítica  |
| Fonte                  | Avaliação              |
| ---------------------- | ---------------------- |
| O Propagador           | [ 4 ]                  |

O Tempo foi lançado em 2001 pela gravadora MK Music no formato DVD. O guia discográfico do O Propagador atribuiu uma cotação de 3 estrelas de 5 para o álbum, argumentando que "O Tempo ao vivo dá base para toda a proposta musical feita fora dos palcos", e que também se trata do registro de despedida de Walter Lopes.
Em 2014, foi certificado pela ABPD com disco de ouro, por mais de vinte e cinco mil cópias vendidas.

## Faixas
1. "O Caminho"
2. "Necessário"
3. "Perfeito Amor"
4. "Hey Você"
5. "Atitude"
6. "Tua Voz"
7. "Palavra (pregação)"
8. "Ele Vive"
9. "Solo (Duca Tambasco)"
10. "Brasil"
11. "Preciso Voltar"
12. "Solo (Walter Lopes)"
13. "Sempre Mais"
14. "Ingratidão"
15. "O Tempo"
16. "Solo (Juninho Afram)"
17. "Glória"

## Ficha técnica
- PG - vocal, guitarra base, violão
- Juninho Afram - vocal, guitarra solo, violão
- Duca Tambasco - baixo e vocal de apoio
- Jean Carllos - teclados
- Walter Lopes - bateria e vocal em "Palavra"